# Rafael Garzón
Rafael Garzón Rodríguez (Granada, 1863-Granada, 1923) fue un fotógrafo español. Está considerado una las principales figuras de la fotografía española de la segunda mitad del siglo XIX y primer tercio del XX. Se le considera también, junto a Rafael Señán, uno de los creadores de la galería turística. Garzón llegó a realizar fotos de los lugares más famosos de Andalucía, como Granada, Córdoba, Sevilla, Málaga, Ronda o Cádiz, además de Tánger, Gibraltar y Toledo.

## Biografía
Nacido en Granada en 1863, Rafael comienza su actividad en la década de 1880 realizando retratos a los turistas en los patios de la Alhambra. El éxito de estas fotografías le lleva a hacerse con su propio estudio en el n.º 24 de la calle Real de la Alhambra, donde recrea un patio nazarí en el que los turistas pueden retratarse con más comodidad y disfrazarse como príncipes granadinos. Además, los clientes pueden comprar fotografías, postales o material fotográfico para sus propios equipos.
El 1 de febrero de 1898 constituyó una sociedad fotográfica junto al otro gran fotógrafo de la Alhambra, Rafael Señán González. El nombre de la sociedad fue «Garzón y Señán», mientras que la galería recibió el nombre de «Patio árabe del Kadí». En ese tiempo el negocio de la galería turística creció en éxito. Señán y Garzón también comercializaban muchas de sus propias imágenes, vendiendo postales, álbumes y colecciones de vistas. Pero esta asociación apenas durará unos años, disolviéndose en 1901. Garzón mantuvo su estudio en el n.º 24 de la calle Real de la Alhambra, mientras que Señán estableció el suyo propio. Ello daría inicio a una rivalidad entre ambas figuras. 
En cualquier caso, esta fórmula de estudio se vio favorecida por el crecimiento de la nueva moda del turismo y llevó a Rafael a exportar este negocio a otras ciudades. En 1910 se instaló en Córdoba, en la plaza del Triunfo, en la galería conocida como «La Casa del Kalifa», donde también cuenta con un patio estudio en el que se recrea el bosque de columnas de la Mezquita de Córdoba. De forma simultánea, ese mismo año Garzón se instala en Sevilla, en el n.º 5 de la calle Méndez Núñez, galería que personaliza imitando un patio sevillano. Estos estudios quedan bajo la gestión fotográfica de su hijo, Rafael Garzón Herranz, en Córdoba y de su cuñado, Fernando Fernández, en Sevilla. Mientras que Rafael dirige la casa matriz en Granada junto a su otro hijo Daniel Garzón Herranz.
Falleció en 1923, en Granada. Tras su muerte, los estudios Garzón continuarán abiertos durante años. No obstante, tras la Guerra Civil y el inmediato comienzo de la Segunda Guerra Mundial, el turismo cae herido de muerte en España y las galerías turísticas de Garzón iniciarán un declive hasta desaparecer durante la década de 1940. Sin embargo, el estudio fotográfico de Rafael Garzón aún se puede ubicar en el entramado urbano de Córdoba, pues sigue en pie cerca de la mezquita.

## Obras
Su obra se mueve entre la fotografía monumental de los grandes edificios españoles, especialmente la Alhambra, la Mezquita Catedral de Córdoba y la Catedral y los Reales Alcázares de Sevilla, y una fotografía de tipos populares que busca complacer la imagen preconcebida de los visitantes extranjeros con los clásicos retratos de gitanos del Sacromonte o las Carmenes de Córdoba o Sevilla. Una fotografía de gran calidad pero eminentemente comercial que Garzón distribuye en todo tipo de formatos fotográficos, postales e incluso su publicación en numerosos coleccionables y libros de viajes.

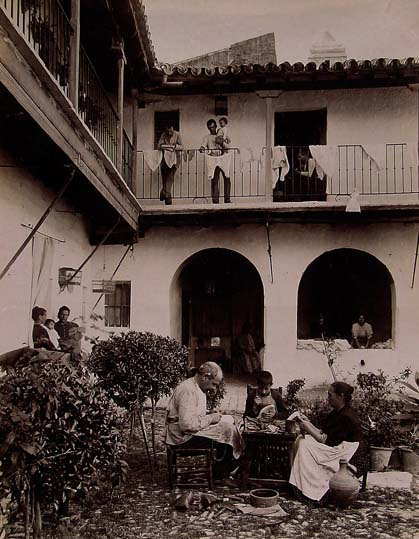
Costumbres sevillanas. Interior de un corral.

En Córdoba retrata a gitanos, vistas de la Mezquita, gente en el patio de los naranjos y el Puente Romano. En Granada son muy conocidas sus vistas de la Alhambra tanto del interior como del exterior y alrededores. Publicó sus fotos en la Guía Comercial de Granada. En Sevilla edita álbumes con diferentes vistas de la ciudad. Como fotógrafo real, realizó fotografías oficiales de Alfonso XIII.
Sus fotografías ilustraron múltiples publicaciones de la época. Panorama Nacional, Maravillas de España, España artística y monumental fueron algunas de ellas. También sirvieron sus fotografías como ilustración de muchos libros españoles y extranjeros. Todas las ilustraciones de la obra de Granada (guía emocional), de Gregorio Martínez Sierra editada por Garnier Hermanos en París, son de Rafael Garzón. Su actividad fotográfica llegó hasta Marruecos donde sus gentes fueron también tema preferente para sus ediciones fotográficas. Sus fotografías entran a formar parte de las primeras ediciones de postales de Andalucía tanto editadas por él mismo como vendidas a editoriales.